# Шевирталово
Шевирта́лово (рос. Шевырталово) — присілок у складі Нагорського району Кіровської області, Росія. Входить до складу Чеглаківського сільського поселення.
Населення становить 294 особи (2010, 329 у 2002).
Національний склад станом на 2002 рік — росіяни 99 %.